# Virtual Pinball
Virtual Pinball est un jeu vidéo de flipper sorti en 1993 sur Mega Drive. Le jeu a été édité par Electronic Arts.